# Kohabitation (Soziologie)
Dieser Artikel wurde auf der Qualitätssicherungsseite des Portals Soziologie eingetragen. Dies geschieht, um die Qualität der Artikel aus dem Themengebiet Soziologie auf ein akzeptables Niveau zu bringen. Hilf mit, die inhaltlichen Mängel dieses Artikels zu beseitigen, und beteilige dich an der Diskussion. (Artikel eintragen)
Kohabitation beschreibt eine eheähnliche Verbindung – also das intime Zusammenleben mindestens zweier Personen über eine längere Zeit (Lebensgemeinschaft). Der Begriff Kohabitation wird in den Sozialwissenschaften und vor allem in der Soziologie genutzt und findet besonders häufig Anwendung in der Bevölkerungssoziologie.

## Wissenschaftliche Bedeutung
Der Begriff der Kohabitation kann innerhalb der Bevölkerungssoziologie begriffliche und inhaltliche Lücken schließen: Beispielsweise schlägt Yasemin Niephaus in ihrem Buch Bevölkerungssoziologie vor, dass der bevölkerungsrelevante Prozess der Nuptialität – also der Eheschließungen als Vorbedingung für Kinder – aufgrund der gegenwärtigen geringen Bedeutung in der Gesellschaft für den Kinderwunsch durch Kohabitation erweitert werden sollte. Der Fokus könne dadurch in der Demografie auch auf „nichteheliche Lebensgemeinschaften als Ort der Familiengründung“ (Niephaus, 2012: 13) gerichtet werden.